# 대한민국 제5대 대통령 선거 정민회 후보 선출
대한민국 제5대 대통령 선거 정민회 후보 선출은 1963년 대한민국 대통령 선거를 위해 정민회의 후보를 선출한 것을 말한다.

## 배경
4.19와 군사정변 이후 와해된 자유당 세력은 배종덕 등 자유당 재건파, 김법린 등 민정당 참여파, 이활 등 민주공화당 참여파, 이범석 등 독자신당 창당파 등으로 분열되어 있었다. 그 중 변영태 전 총리, 윤재근 전 의원, 인태식 전 의원 등은 군정 종식과 민정 복귀를 기치로 하고 정민회를 창당했다.

## 후보
1963년 8월 29일, 정민회는 700여명의 대의원들이 참석한 가운데 창당대회를 개최하고 변영태 전 국무총리를 당 총재와 대통령 후보로 만장일치로 지명했다. 변영태 전 총리는 지명을 수락하면서도 "정국이 변화무쌍한 이 때 요청이 있으면 언제든지 [사퇴]할 수 있다"고 밝혔으나, 끝내 야권 단일화에 응하지 않고 완주했다. 재야 지도자 강원용 목사는 당시 상황을 술회하며, 야권 단일화를 위해 사퇴하라는 자신의 말에 변영태 후보가 이렇게 대답했다고 했다.
"내 내자가 얼마 전 기도원에 가서 기도를 하다가 이번 선거에는 반드시 내가 나가야 하고 또 나가면 틀림없이 당선된다는 계시를 받았다네. 만일에 내가 이 계시를 어기면 하나님의 중벌을 받게 된다는 얘기야."— 한국 현대사 산책 1960년대편 2: 4·19 혁명에서 3선 개헌까지 (강준만 著)

제1공화국과 제2공화국 내내 한결같은 보수 야당의 텃밭과도 같던 호남에서
변영태는 그러더니 유권자들이 자기에게 보내온 열렬한 지지 편지들이라며 편지 한 꾸러미를 가져와 보여줬다며, "내가 보기에는 야당 후보 난립을 이용하려는 군사정부 측의 공작이 분명한데도 변영태는 그 편지들을 보고 많은 사람들이 자기를 절대 지지한다는 착각에 빠져 끝내 후보로 나설 것을 고집했다"고 강 목사는 회고했다.

## 같이 보기
- 대한민국 제5대 대통령 선거